# Dynamic Label Segment

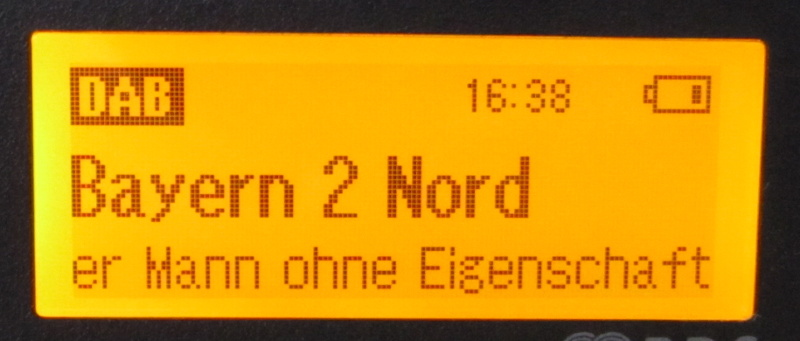
Sendungsinhalt via Dynamic Label (Lauftext unten)

Ein Dynamic Label Segment (DLS), kurz Dynamic Label, ist ein digitaler Begleittext, der – ähnlich wie der Radiotext im UKW-Rundfunk mit RDS – von DAB/DAB+-Radiosendern ausgestrahlt werden kann. Pro Label-Segment können maximal 128 Bytes übertragen werden, woraus sich je nach verwendetem Zeichensatz bis zu 128 Zeichen ergeben. Die einzelnen Segmente werden als Lauftexte abwechselnd in der Anzeige des Digitalradios angezeigt.
Typische Dynamic-Label-Inhalte sind zum Beispiel: der gerade gespielte Musiktitel und Interpret, die Hotline-Telefonnummer des Radiosenders oder aktuelle Kurznachrichten.
Andere DAB-Begleitdaten sind: Sendername, elektronischer Programmführer (EPG), Verkehrsinformationen (TPEG) oder Slideshows (SLS).

## Dynamic Label Plus

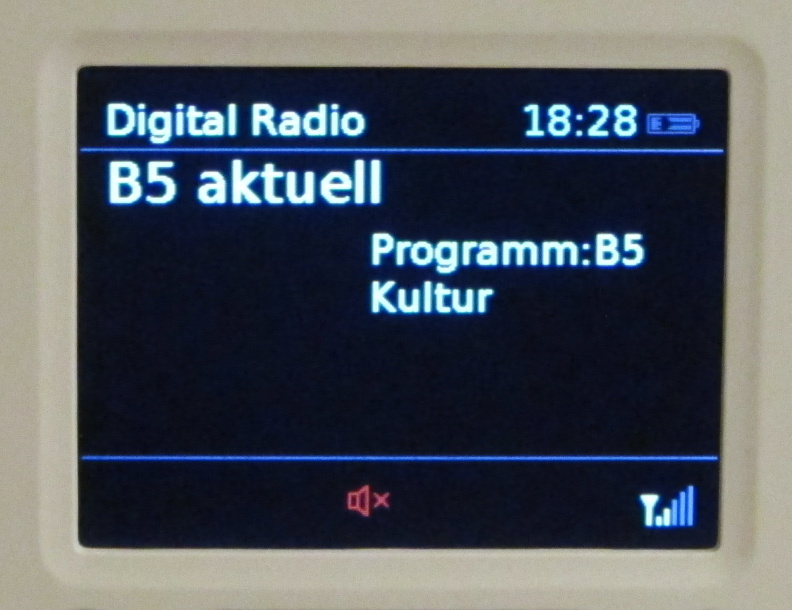
Name der aktuellen Sendung via Dynamic Label Plus

Das Dynamic Label Plus (DL Plus) ermöglicht es, Teilstücken eines Labels jeweils einen der vordefinierten Content types (z. B. Interpret, Titel, Hörertelefon, E-Mail-Adresse Studio) zuzuweisen. Die so isolierten Textteile können dann von einem geeigneten Digitalradio weiterverarbeitet werden – beispielsweise könnten (zur schnelleren Erfassbarkeit durch den Nutzer) lediglich Interpret/Titel angezeigt und der restliche Inhalt eines Labels verworfen werden. Ebenso wird es dadurch möglich, dass der Benutzer die bisher entsprechend übertragenen Textteile beliebig erneut anzeigt – unabhängig davon, welcher Text mittlerweile im Dynamic Label übertragen wird.
Analog zu DL Plus existiert im UKW-Rundfunk die Erweiterung Radiotext plus mit ähnlicher Funktion.